# Andapraja
Andapraja is een bestuurslaag in het regentschap Ciamis van de provincie West-Java, Indonesië. Andapraja telt 3600 inwoners (volkstelling 2010).